# 류승주
류승주(1977년 10월 7일 ~ )는 대한민국의 뮤지컬 배우이다.

## 출연 작품
- 2011년 폴링 포 이브
- 2010년 마리아 마리아
- 2009년 드림걸즈
- 2009년 웨딩싱어
- 2008년 나쁜 녀석들